# Shahapur (Thane)
Shahapur es una  ciudad censal situada en el distrito de Thane en el estado de Maharashtra (India). Su población es de 11623 habitantes (2011). Se encuentra a 55 km de Thane y a 85 km de Bombay.

## Demografía
Según el censo de 2011 la población de Shahapur era de 11623 habitantes, de los cuales 5930 eran hombres y 5693 eran mujeres. Shahapur tiene una tasa media de alfabetización del 90,27%, superior a la media estatal del 82,34%: la alfabetización masculina es del 93,18%, y la alfabetización femenina del 87,25%.